# Stanisław Flanek
Stanisław Jan Flanek (ur. 18 kwietnia 1919 w Krakowie, zm. 4 listopada 2009 tamże) – polski piłkarz występujący na pozycji obrońcy, reprezentant Polski w piłce nożnej. 

## Życiorys
Piłkarzem Wisły był od zakończenia wojny do 1954. Dwukrotnie zdobywał tytuł mistrza Polski (1949, 1950), znajdował się wśród zwycięzców ligi w 1951. W reprezentacji debiutował 11 czerwca 1947 w meczu - pierwszym powojennym Polaków - z Norwegią. Ostatni raz zagrał w 1950. Łącznie w reprezentacji wystąpił w 8 meczach.
Od 2001 do śmierci był honorowym członkiem Polskiego Związku Piłki Nożnej. Jego kuzynem był Mieczysław Kolasa, mistrz Polski z Cracovią z 1948.
Spoczywa na cmentarzu Prokocim w Krakowie.

## Sukcesy

### Wisła Kraków
- Mistrzostwo Polski: 1949, 1950
- I liga: 1951